# Siliștea Crucii, Dolj
Siliștea Crucii este satul de reședință al comunei cu același nume din județul Dolj, Oltenia, România. Această comună este format din satul vechi și satul nou. La alegerile locale din 2012 au fost cu drept de vot 1332 de persoane.

## Personalități
- Mihail Nemeș (1944 - 2005), traducător român din franceză și germană s-a născut la Siliștea Crucii.

 Acest articol despre o localitate din județul Dolj este deocamdată un ciot. Puteți ajuta Wikipedia prin completarea lui.